# Polska Wola
Polska Wola (do 1919 Carycyno) – wieś w Polsce położona w województwie łódzkim, w powiecie łódzkim wschodnim, w gminie Tuszyn. Nazwa wsi została nadana 3 marca 1919 r.
W latach 1975–1998 miejscowość należała administracyjnie do województwa piotrkowskiego.